# Bor (Russia)
Bor (in russo Бор?) è una cittadina della Russia europea centrale, situata nell'oblast' di Nižnij Novgorod sul fiume Volga, dirimpetto alla città capoluogo. È capoluogo del Borskij rajon.
| 1939   | 1959   | 1970   | 1979   | 1989   | 1996   | 2002   | 2007   |
| ------ | ------ | ------ | ------ | ------ | ------ | ------ | ------ |
| 25 100 | 42 000 | 55 400 | 62 600 | 64 500 | 64 600 | 61 525 | 76 900 |

## Industria
- Nižegorod Teplochod , cantieristica navale

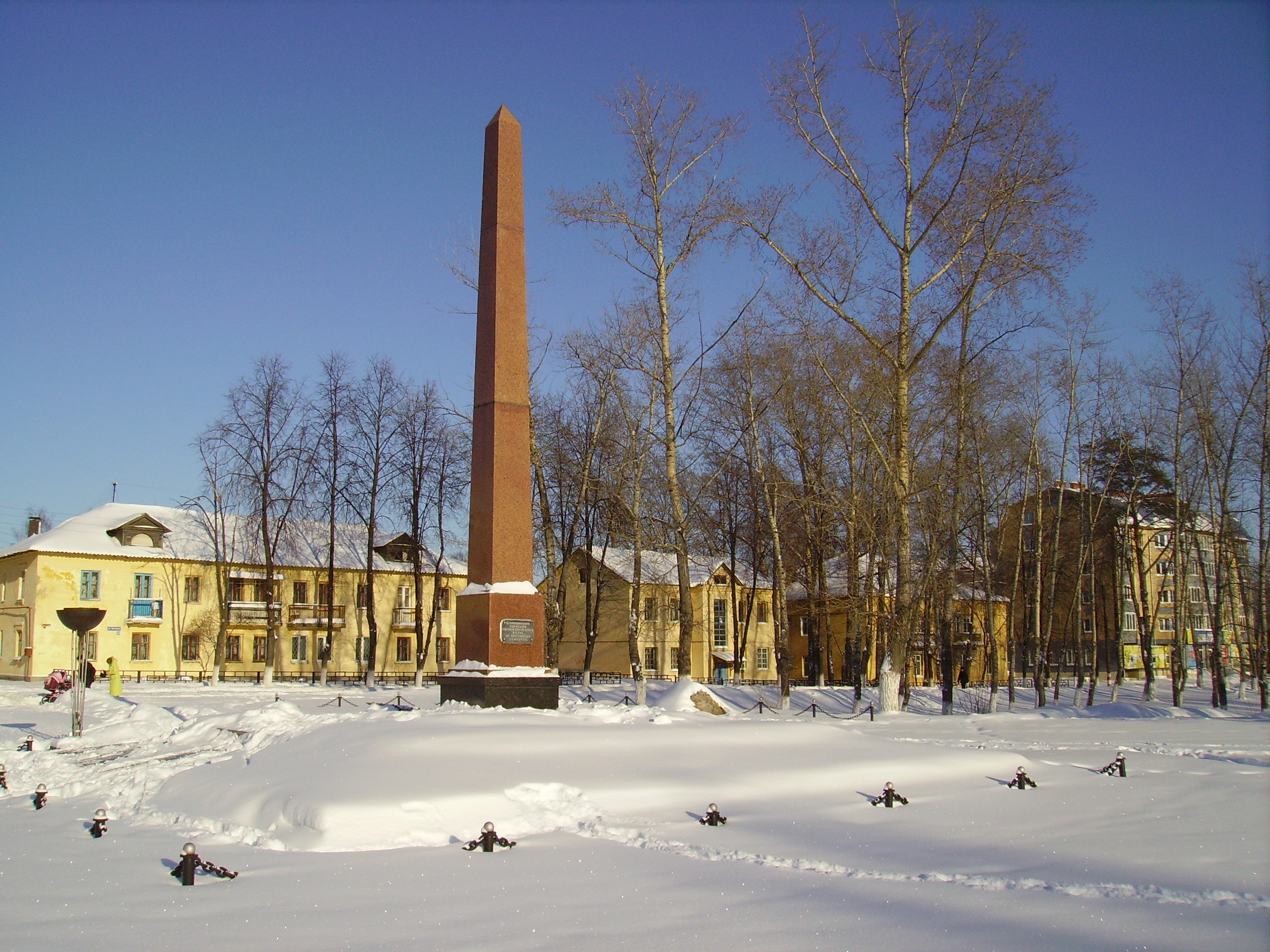
Monumento al centro della città

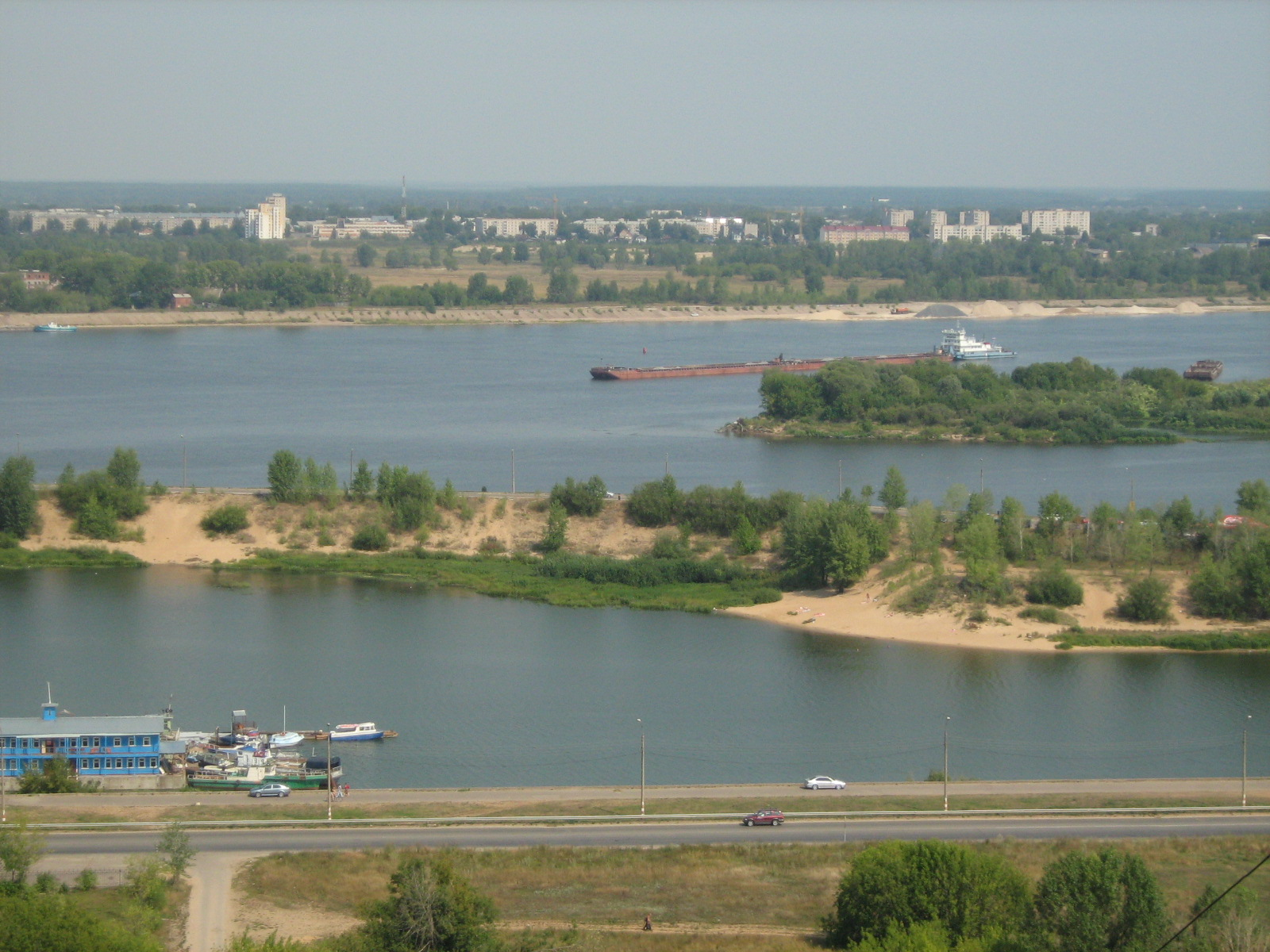
Veduta della città dal fiume Volga